# Kūdō
Kūdō o Daido Kuju és una art marcial híbrida japonesa que mescla el karate, boxa, muay thai, kyokushinkai, judo i el jiu jitsu. Creada el 1981 per Takashi Azuma, avui en dia es practica en diversos països més enllà del país nipó.
Deriva del kyokushin. Així, les pràctiques establides per Takashi Azuma són kyokushin fins al cinturó groc (inclusive).

## Característiques
La part Ku de la paraula "Kudo" significa "cor humil". És una art marcial practicable tant dempeus com el terra. Segons el creador, kudo significa una forma de desenvolupament tant física com mental per ser intel·ligent, autoeducar-se i viure generosament amb el proïsme. L'art marcial tracta de derrotar el rival amb eficiència (màxim d'eficàcia amb mínim de força) mitjançant una sèrie de tècniques de llançament, projecció, immobilització i colps.
En el Kudo, no es tracta de fer que el practicant s'adapte a un conjunt de tècniques, sinó que autodescubrisca quines són les més adaptables a ell.

### Competicions
Les competicions de Kudo s'anomenen Hokutoki i consisteixen en un combat entre dos rivals. L'esportista és requerit que porte un protector facial per protegir-se el crani i el rostre. Les condicions de victòria són:
- La primera és quan els jutges la proclamen.
- La segona és quan un dels lluitadors cau amb un knockout fulminant o si l'incapacita durant 10 segons.

En les competicions hi ha cinc jutges, sent-ne un el principal, l'altre el secundari i els altres són inferiors o del cantó. Els inferiors indiquen el guanyador alçant una bandera; el secundari pot escollir el vencedor i dictaminar un empat; en cas de falta de consens, l'última paraula la té el principal.